# Mycoaciella
Mycoaciella J. Erikss. & Ryvarden – rodzaj grzybów z rodziny strocznikowatych (Meruliaceae).

## Systematyka i nazewnictwo
Pozycja w klasyfikacji według Index Fungorum: Meruliaceae, Polyporales, Incertae sedis, Agaricomycetes, Agaricomycotina, Basidiomycota, Fungi.
Takson utworzyli John Eriksson i Leif Ryvarden w 1978 r. Synonim: Ceraceohydnum Jülich 1978.
Gatunki:
- Mycoaciella badia (Pat.) Hjortstam & Ryvarden 2004
- Mycoaciella bispora (Stalpers) J. Erikss. & Ryvarden 1978
- Mycoaciella brunnea (Jülich) Hjortstam & Spooner 1990
- Mycoaciella dusenii (Henn.) Hjortstam & Ryvarden 2009
- Mycoaciella efibulata C.C. Chen & Sheng H. Wu 2021
- Mycoaciella hinnulea (Bres.) Hjortstam & Ryvarden 1980

Nazwy naukowe i wykaz gatunków na podstawie Index Fungorum. Pominięto gatunki wątpliwe.
W Polsce występuje Mycoaciella bispora.